# المعهد العالي للإلكترونيك والاتصال بصفاقس
المدرسة الوطنية للإلكترونيك والاتصالات بصفاقس  هي إحدى المؤسسات العليا التابعة لجامعة صفاقس بالجمهورية التونسية، وقد تم إحداثها سنة 2002 بمقتضى الأمر عدد 1623-2002 المؤرخ في 9 جويلية 2002،و كانت أنذاك تحمل اسم «المعهد العالي للإلكترونيك والاتصال بصفاقس» وهدفها أنذاك كان تكوين فنيين سامين في الإلكترونيك والاتصال والإعلامية وتحولت إثر ثورة الياسمين في تونس إلى مدرسة وطنية لتكوين المهندسين.
من أبرز الشعب التي تدرس بالمدرسة الوطنية للإلكترونيك والاتصالات بصفاقس :
الهندسة الكهربائية
هندسة الشبكات والاتصالات
الهندسة في الإعلامية الصناعية و هندسة البيانات و الأنظمة التقريرية.

## أرقام
طبقا لأرقام العام الدراسي 2007-2008 يدرس بالمعهد 773 طالبا من بينهم 317 طالبة.

## وصلة خارجية
- موقع المعهد العالي للإلكترونيك والاتصال بصفاقس.